# Gros Sex
Le Gros Sex (prononcé /gʁo se/) est un sommet de Suisse culminant à 2 418 mètres d'altitude et situé sur le territoire de la commune de Bex, dans les Alpes bernoises.

## Toponymie
Le toponyme Sex est issu du latin saxum et désigne un « rocher ». La lettre « x » de Sex ne se prononce pas.